# Pueraria montana
Il kudzu (Pueraria montana (Lour.) Merr.) è una pianta selvatica rampicante della famiglia delle Fabacee, originaria dell'Asia orientale e dell'Australia.

## Descrizione

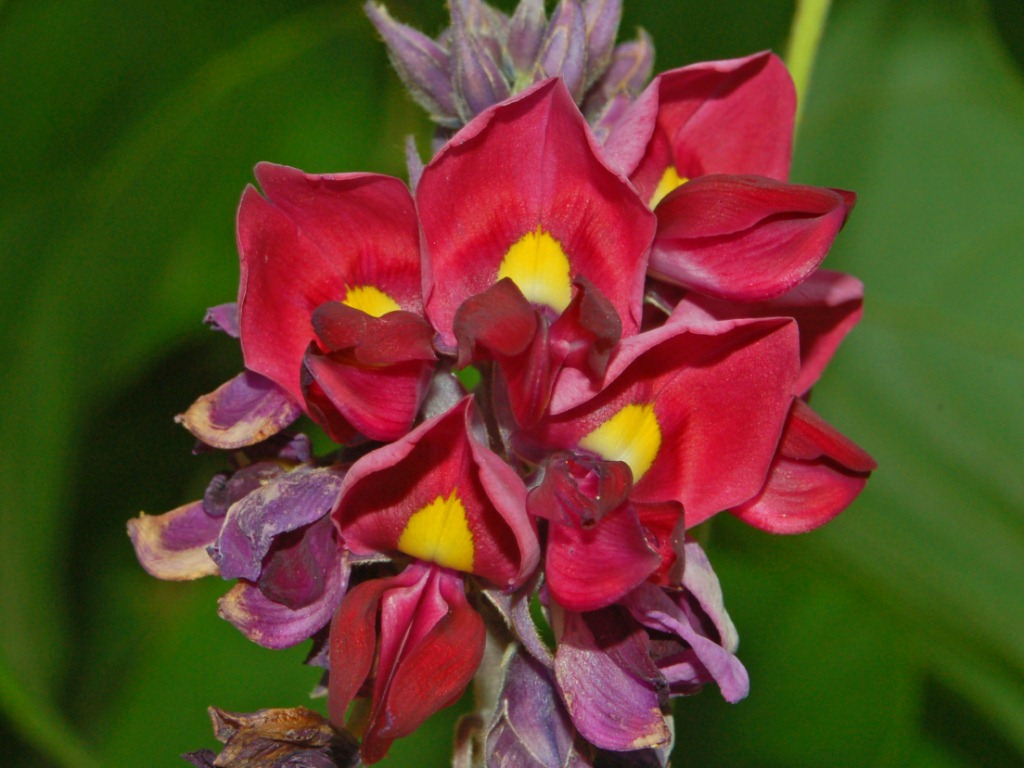
Fiori di Pueraria montana var. lobata

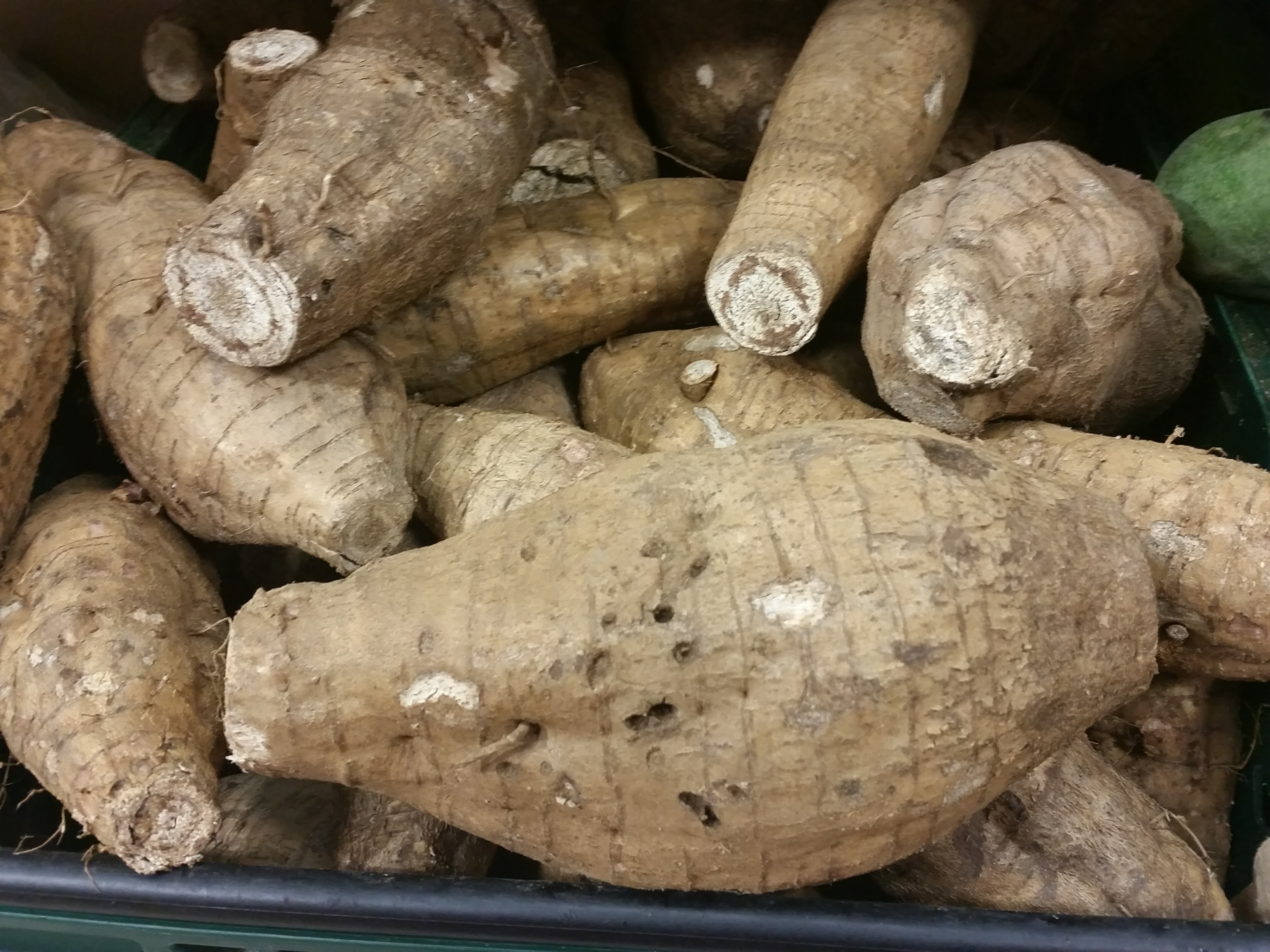
Tuberi di kudzu

È una pianta longeva in grado di vivere fino 100 anni. È di grandi dimensioni (le sue radici possono raggiungere i 100 metri di lunghezza). Grazie alle sue caratteristiche è un'ottima difesa contro l'erosione del suolo. Queste caratteristiche però, unite a una straordinaria vigoria dei fusti rampicanti e ad una forte adattabilità, rendono il kudzu una delle più dannose piante infestanti al livello mondiale nelle zone in cui sfugge alla coltivazione, Italia compresa. Il kudzu viene sfruttato soprattutto per la ricchezza d'amido delle sue radici.
Il kudzu è originario dell'Asia orientale, principalmente delle regioni subtropicali e temperate della Cina, del Giappone e della Corea. La specie può fissare l'azoto atmosferico, e può fornire fino al 95% dell'azoto fogliare alla pianta in terreni poveri. Essendo una pianta rampicante, il kudzu utilizza steli o viticci che possono estendersi da qualsiasi nodo della pianta per attaccarsi e arrampicarsi sulla maggior parte delle superfici. Inoltre, i nodi del kudzu hanno la capacità di radicare quando a contatto con il terreno, ancorando ulteriormente la pianta. Le radici sono tuberose e ricche di amido e acqua, e la struttura avvolgente della pianta consente una minore concentrazione di carbonio nella costruzione degli steli legnosi e una maggiore concentrazione nelle radici, il che favorisce la crescita delle radici. Le radici possono rappresentare fino al 40% della biomassa totale della pianta.
I fiori sono rosso-viola e gialli, profumati, simili ai fiori di pisello. Il periodo di fioritura va da luglio a ottobre. Il frutto è un baccello piatto e peloso di circa 8 cm di lunghezza con tre semi.
Il metodo principale di riproduzione del kudzu è la diffusione vegetativa asessuata che è facilitata dalla capacità degli steli di radicare quando esposti al terreno. Per la riproduzione sessuata, il kudzu dipende interamente dagli impollinatori.
Sebbene il kudzu preferisca zone con elevata esposizione al sole, la pianta può sopravvivere in pieno sole o in penombra.

## Distribuzione e habitat
Pueraria montana, originaria dell'Asia orientale, del Sud-est asiatico (Indocina e arcipelago malese) e dell'Australia settentrionale, cresce prevalentemente sulle pendici delle montagne e dei vulcani, sulla lava solidificata.
È presente nell'elenco dei 100 organismi viventi più infestanti al mondo stilato dalla IUCN.

## Tassonomia
Sono note tre varietà:
- Pueraria montana var. montana
- Pueraria montana var. lobata (Willd.) Sanjappa & Pradeep
- Pueraria montana var. thomsonii (Benth.) Wiersema ex D.B. Ward

## Usi
Il kudzu è stato definito una specie semiselvatica, poiché è stato coltivato e riprodotto selettivamente dagli esseri umani per millenni nel suo areale nativo, ma le varietà coltivate non si sono mai isolate dalle popolazioni selvatiche, dando luogo a ripetuti incroci tra kudzu selvatico e coltivato. Di conseguenza, il pool genico del kudzu è diversificato, vigoroso e fortemente influenzato dalla relazione della pianta con gli esseri umani. Gli usi principali del kudzu sono l'alimentazione, la produzione di fibre e l'impiego come pianta medicinale; viene inoltre impiegato per produrre carta, cesti e come fonte di cibo per il bestiame.
La radice amidacea del kudzu è stata utilizzata a scopo alimentare in Cina fin da prima del 540 d.C., con cultivar specifiche selezionate per questo scopo, e ha spesso sostenuto la popolazione cinese durante le carestie che si sono verificate nel corso della storia. L'amido di kudzu è utilizzato come agente addensante o gelificante simile all'amido di maranta, di manioca o di patata. Il kudzu è ancora utilizzato a scopo alimentare in Cina, Giappone e Corea. L'amido di kudzu è un ingrediente importante di molti dolci e pasticcini giapponesi, apprezzato per la sua capacità di solidificarsi saldamente e di conferire un aspetto fine e traslucido. Viene anche trasformato in farina e può essere utilizzato per produrre noodles.
I tessuti di kudzu erano utilizzati in Cina almeno 6.000 anni fa. Dalla dinastia Zhou fino all'inizio del XX secolo, il kudzu è stato uno dei tre principali materiali tessili utilizzati in Cina, gli altri erano la seta e il ramiè. I tessuti di kudzu erano poco costosi e diffusi, e costituivano una parte così importante del commercio che la dinastia Zhou aveva un ufficio specifico per gestire gli affari legati al kudzu. In Giappone, la prima testimonianza dell'esistenza del tessuto di kudzu risale al 300-538 d.C. e continuò a essere utilizzato fino al periodo Edo. La fibra di kudzu è una fibra liberiana, come il lino o la canapa. Per ottenere le fibre, le giovani piante vengono raccolte in estate e bollite, quindi lasciate fermentare dall'azione di batteri presenti naturalmente fino a quando la corteccia esterna diventa viscida e può essere lavata via con acqua corrente.

## Specie invasiva

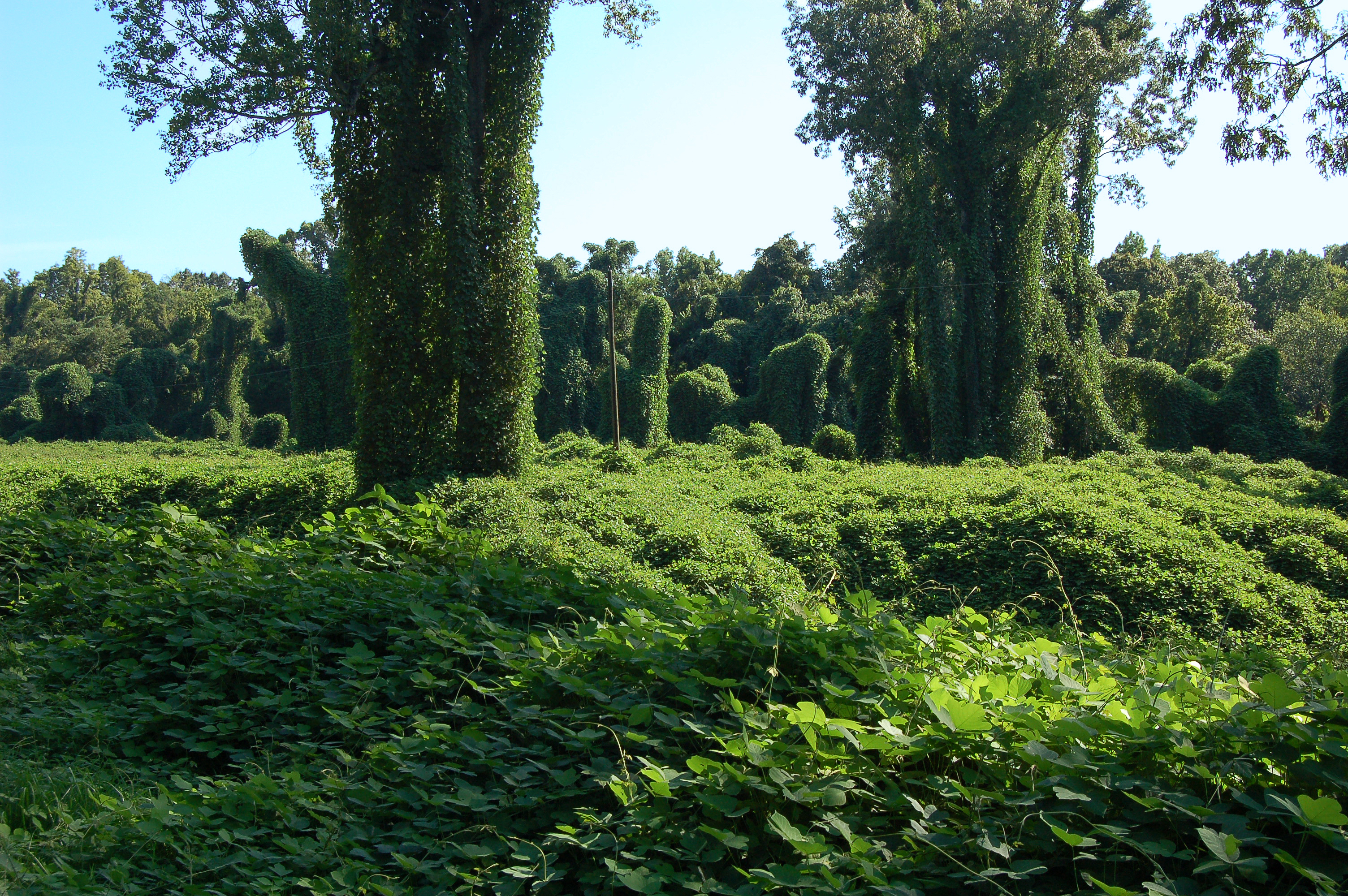
Area ricoperta dal kudzu

L'areale naturale del kudzu si trova in India, Myanmar, Indocina, Cina, Corea, Giappone, Thailandia, Malesia, Isole del Pacifico e nell'Australia settentrionale. 
Alcuni ricercatori sostengono che, a causa dello stretto rapporto tra il kudzu e gli esseri umani fin dal Neolitico, la raccolta da parte dell'uomo è il principale meccanismo di controllo ecologico che tiene sotto controllo il kudzu nel suo areale naturale. Nell'Asia orientale, dove il kudzu è una pianta preziosa con molti benefici per l'uomo, millenni di selezione e coltivazione da parte dell'uomo hanno facilitato la diffusione della pianta in nuove aree, dando vita a un ampio e adattabile patrimonio genetico. Tuttavia, nonostante gli esseri umani abbiano apportato benefici al kudzu, la raccolta regolare delle piante e delle radici ridurrebbe la competitività e la crescita aggressiva della pianta, il che significa che gli esseri umani hanno essenzialmente svolto un ruolo di controllo biologico per il kudzu.
Come per altre specie esotiche, l'introduzione in altre aree è dovuta all'intervento dell'uomo. I semi vengono diffusi da mammiferi e uccelli. Il kudzu è una pianta adattata alla siccità. Solo le parti fuori dalla terra vengono danneggiate dal gelo; le spesse radici crescono fino a 1 metro di profondità. 
Le esigenze ecologiche della specie sono quelle delle aree di habitat subtropicali e temperate.
In Europa, la Pueraria montana cresce in diversi luoghi delle regioni calde della Svizzera e dell'Italia, vicino al Lago Maggiore e al Lago di Lugano.
Durante la seconda guerra mondiale, il kudzu fu introdotto a Vanuatu e nelle isole Figi dalle forze armate statunitensi per utilizzarlo come copertura mimetica per l'equipaggiamento. Ora è una delle principali piante infestanti in quei luoghi.
Negli Stati Uniti, la Pueraria montana è ampiamente segnalata negli stati costieri dal Texas orientale alla Florida, al Maryland, così come nell'entroterra in Arkansas, Kentucky, Missouri, Pennsylvania, Tennessee, Washington, DC e West Virginia. Dal 2004, il Kudzu si è spostato più a nord lungo il fiume Ohio, apparendo in Illinois, Indiana e Ohio.
A causa della natura aggressiva e rampicante del kudzu, questa pianta spesso provoca l'ombreggiatura e la morte della vegetazione autoctona, dando origine a una monocoltura. Man mano che la pianta si diffonde, oscura e schiaccia i suoi concorrenti con il suo peso, eliminando tutto ciò che incontra sul suo cammino. Crescendo sopra piante e alberi autoctoni, impedisce loro l'accesso a risorse vitali come la luce solare, uccidendo la vegetazione più giovane. Ciò determina una drastica riduzione della biodiversità autoctona a livello locale.